# Mesopolobus verditer
Mesopolobus verditer är en stekelart som först beskrevs av Norton 1869.  Mesopolobus verditer ingår i släktet Mesopolobus och familjen puppglanssteklar. Inga underarter finns listade i Catalogue of Life.